# 斯科茨費里 (佛羅里達州)
斯科茨費里（英語：Scotts Ferry）是位於美國佛羅里達州卡爾霍恩縣的一個非建制地區。該地的面積和人口皆未知。

## 地理
斯科茨費里的座標為30°17′43″N 85°07′55″W / 30.29528°N 85.13194°W，而該地的平均海拔高度為17米（即56英尺）。